# Éva Tófalvi
Éva Tófalvi (* 4. Dezember 1978 in Miercurea Ciuc, Kreis Harghita) ist eine ehemalige rumänische Biathletin und heutige Biathlontrainerin. Sie gehört der ungarischen Minderheit in Siebenbürgen an.

## Karriere
Éva Tófalvi ist Sportlehrerin und lebt in Miercurea Ciuc. Sie betreibt seit 1992 Biathlon und gehörte seit 1995 dem Nationalkader Rumäniens an. Die Athletin von A.S.A-M.CIUC wurde von Simon Martin trainiert. Bei den Europäischen Olympischen Winter-Jugendtagen 1995 in Andorra la Vella gewann sie im Skilanglauf über 7,5 km Freistil die Bronzemedaille. 1997 debütierte Tófalvi bei einem Einzel in Ruhpolding im Biathlon-Weltcup und wurde 75., Höhepunkt des Jahres waren jedoch die Juniorenweltmeisterschaften in Forni Avoltri, wo sie Sechste im Einzel und Vierte im Sprint wurde. Auch in der folgenden Saison startete sie sporadisch im Weltcup, konnte jedoch abgesehen von einem 29. Platz beim Einzel in Östersund noch keine guten Ergebnisse erreichen. Dennoch durfte Tófalvi beim Höhepunkt dieser Saison, den Olympischen Spielen 1998 in Nagano antreten. Dort konnte sie als Elfte im Einzel erstmals eine herausragende Platzierung erreichen. Denselben Platz erreichte sie anschließend auch bei den Juniorenweltmeisterschaften auf dieser Strecke in Jericho.
Es dauerte noch bis weit in die zweite Hälfte der Saison 1998/99, bis Tófalvi erstmals im Weltcup bei einem Sprint in Valcartier als Neunte unter die besten Zehn lief. Ihre beste Saison sollte 2000/01 werden. Nach schon mehreren Platzierungen in den Top 20 in dieser Saison, konnte sie bei den Biathlon-Weltmeisterschaften 2001 in Pokljuka mit einem sechsten Platz im Einzel nicht nur ihr bestes Weltmeisterschafts-, sondern auch ihr bestes Weltcupergebnis erreichen. Hinzu kam ein zehnter Rang im Massenstart. Am Ende der Saison wurde Tófalvi 34. des Gesamtweltcups. Nach erfolglosen Olympischen Spielen 2002 in Salt Lake City konnte sie in Turin vier Jahre später als 19. im Einzel nochmals einen Achtungserfolg verbuchen. Tófalvi konnte in ihrer Karriere überhaupt vor allem im Einzel gute Ergebnisse schaffen, was vor allem für ihre Sicherheit als Schützin spricht. Tófalvi trat seit 2000 auch immer außer 2005 bei Europameisterschaften an, ohne jedoch je ein nennenswertes Ergebnis zu erreichen. Bei den offenen Balkanmeisterschaften im Biathlon 2008 konnte sie den Titel im Sprint gewinnen.
Die Saison 2008/09 begann sehr gut für die Athletin. Im Sprint und der Verfolgung konnte Tófalvi mit Platz neun und sieben überzeugen. Das beste Ergebnis ihrer Karriere erreichte sie beim Einzel in Hochfilzen im Dezember 2008, als sie dank fehlerfreier Schießleistung trotz starken Schneefalls auf dem zweiten Rang landete. Da die Erstplatzierte Albina Achatowa später des Dopings überführt wurde, wurde es nachträglich der erste Weltcup-Sieg der Rumänin. Auch im weiteren Verlauf der Saison machten sich ihre Fortschritte, speziell im Schießen, bedingt durch eine zur Verfügung gestellte Trainingsanlage, bemerkbar.
Bei den Weltmeisterschaften 2009 konnte Éva Tófalvi mit dem 7. Platz im Einzel wieder ein Top-10-Ergebnis erzielen. Zusammen mit der verbesserten Schieß-Leistung bewies sie auch läuferisch Ausdauer: Tofalvi startete in allen Individual-Rennen der Saison und erreichte bei jedem Start die Punkteränge. Am Ende der Saison belegte sie Platz 11 im Gesamtweltcup. Im Einzelweltcup schloss sie die Saison als Zweite ab. Éva Tófalvi nahm an den Olympischen Winterspielen 2010 teil. Ihr bestes Resultat war der 11. Platz im Einzel. Sowohl 2002 als auch 2010 und 2014 war sie bei den Olympischen Spielen Fahnenträgerin der rumänischen Delegation.
Tófalvi betrieb auch Sommerbiathlon. 2003 in Forni Avoltri und 2004 in Osrblie startete sie bei Weltmeisterschaften. Beste Ergebnisse waren jeweils die Verfolgungsrennen, wo sie 2003 Sechste und 2004 Siebte wurde. Mit der Staffel belegte sie Rang 10.
2016 wurde Tófalvi bei einer Dopingkontrolle positiv getestet. Sie verzichtete auf die Öffnung der B-Probe, und teilte mit, dass sie im Dezember 2015 das Medikament Meldonium genommen hatte, dass erst 2016 auf die Verbotsliste gesetzt wurde. Die IBU sprach deswegen keine Sperre aus. In Pyeongchang nahm Tófalvi 2018 an ihren sechsten Olympischen Spielen teil. Danach beendete sie ihre Karriere.
Nach ihrer Karriere schlug Tófalvi eine Trainerlaufbahn ein. Sie ist Teil des Betreuerstabs der rumänischen Nationalmannschaft der Frauen.

## Statistiken

### Weltcupplatzierungen
Die Tabelle zeigt alle Platzierungen (je nach Austragungsjahr einschließlich Olympische Spiele und Weltmeisterschaften).
- 1.–3. Platz: Anzahl der Podiumsplatzierungen
- Top 10: Anzahl der Platzierungen unter den ersten zehn (einschließlich Podium)
- Punkteränge: Anzahl der Platzierungen innerhalb der Punkteränge (einschließlich Podium und Top 10)
- Starts: Anzahl gelaufener Rennen in der jeweiligen Disziplin
- Staffel: inklusive Mixed- und Single-Mixed-Staffeln

| Platzierung            | Einzel | Sprint | Verfolgung | Massenstart | Staffel | Gesamt |
| ---------------------- | ------ | ------ | ---------- | ----------- | ------- | ------ |
| 1. Platz               | 1      |        |            |             |         | 1      |
| 2. Platz               |        |        |            |             |         |        |
| 3. Platz               |        |        |            |             |         |        |
| Top 10                 | 3      | 5      | 4          | 1           | 8       | 21     |
| Punkteränge            | 34     | 71     | 65         | 12          | 51      | 233    |
| Starts                 | 63     | 158    | 92         | 12          | 51      | 376    |
| Stand: 18. Januar 2017 |        |        |            |             |         |        |

### Olympische Winterspiele
Ergebnisse bei Olympischen Winterspielen:
|                                                | Einzelwettbewerbe | Einzelwettbewerbe | Einzelwettbewerbe | Einzelwettbewerbe | Staffelwettbewerbe | Staffelwettbewerbe |
| Sprint                                         | Verfolgung        | Einzel            | Massenstart       | Damenstaffel      | Mixedstaffel       |                    |
| ---------------------------------------------- | ----------------- | ----------------- | ----------------- | ----------------- | ------------------ | ------------------ |
| Olympische Winterspiele 1998 \| Nagano         | 31.               |                   | 11.               |                   | –                  |                    |
| Olympische Winterspiele 2002 \| Salt Lake City | 61.               | –                 | 52.               |                   | –                  |                    |
| Olympische Winterspiele 2006 \| Turin          | 70.               | –                 | 19.               | –                 | –                  |                    |
| Olympische Winterspiele 2010 \| Vancouver      | 14.               | 19.               | 11.               | 24.               | 10.                |                    |
| Olympische Winterspiele 2014 \| Sotschi        | 22.               | 26.               | 21.               | 20.               | –                  | –                  |
| Olympische Winterspiele 2018 \| Pyeongchang    | 81.               | –                 | 84.               | –                 |                    |                    |